# Davide Lamma
Davide Lamma (Bologna, 23 aprile 1976) è un ex cestista, allenatore di pallacanestro e dirigente sportivo italiano.

## Giocatore

### Club
Prodotto del vivaio della Fortitudo Bologna, con essa esordisce in serie A il 23 gennaio 1994. Nel 1995 viene ceduto in prestito alla Casetti Imola dove disputa il campionato di serie A2. Ritornato alla Fortitudo non riesce comunque a trovare spazio in squadra così decide di tornare a giocare nella serie cadetta per il Banco di Sardegna Sassari.
Nel 2002 firma un biennale che lo lega alla Viola Reggio Calabria dove riesce finalmente ad avere un discreto minutaggio anche nella serie maggiore. I buoni risultati ottenuti in questi due anni a Reggio Calabria convincono, nel 2004, i campioni d'Italia del Montepaschi Siena a puntare su di lui. Con la società senese vince subito la Supercoppa italiana (senza però scendere in campo) e fa il suo esordio in Eurolega.
In campionato invece, dopo aver chiuso la regular season al terzo posto, il Montepaschi viene subito sconfitto nei quarti dalla Lottomatica Roma. L'anno seguente inizia ancora la stagione con Siena ma il suo impiego cala sensibilmente e decide quindi di trasferirsi a Cantù. A fine stagione rimane senza squadra e a novembre viene prima ingaggiato per un brevissimo periodo e con un contratto a gettone dall'Armani Jeans Milano e poi con un contratto fino a fine stagione dalla Bipop Carire Reggio Emilia.
Nell'estate 2007 viene ingaggiato dalla Fortitudo, squadra bolognese con cui aveva esordito in serie A. Al termine della stagione riesce a raggiungere l'ottavo posto utile per disputare i play-off (sconfitti dalla Siena). Nel luglio 2008 rinnova per un altro anno con la Fortitudo, dove resterà anche l'anno successivo in A Dilettanti, ottenendo a fine stagione una promozione in LegaDue. L'anno seguente firma in B Dilettanti per la SG Fortitudo Pallacanestro Budrio. Nel febbraio 2012 viene tesserato dalla Pallacanestro Firenze e contribuisce a salvare i toscani dalla retrocessione in DNB. Il 27 marzo 2013 firma con la Tezenis Verona, per poi passare alla Pallacanestro Mantovana in DNA Silver con la quale otterrà un'altra promozione.
Nella stagione 2014-15 firma nuovamente per la Fortitudo Bologna. Dopo aver conquistato la promozione in A2, si ritira dalla pallacanestro giocata rimanendo comunque in società nelle vesti di direttore sportivo. A distanza di un anno, visti gli infortuni occorsi ad alcuni giocatori in rosa, nel maggio 2016 è tornato in campo in occasione dei play-off 2015-16.

### Nazionale
Con la nazionale ha vinto la medaglia di bronzo all'Eurobasket 2003 e la medaglia d'oro ai Giochi del Mediterraneo nel 2005 in Spagna. Vanta 37 presenze e 112 punti

## Dirigente
Terminata la stagione 2014-15 in Fortitudo con la promozione in A2, si ritira dalla pallacanestro giocata rimanendo fino al 2017 in società nelle vesti di direttore sportivo. Dal luglio 2018 è il direttore sportivo della Pallacanestro Trapani.

## Allenatore
Nella stagione 2017-18 ha allenato la Pallacanestro Mantovana in Serie A2.

## Palmarès

### Club
- Supercoppa italiana: 1

Siena: 2004

### Nazionale
- Europei: 
 Svezia 2003
- Giochi del Mediterraneo: 
 Almería 2005

## Opere
- Davide Lamma e Damiano Montanari, Fortitudo sangue biancoblù, novembre 2016.